# 1176 (szám)
Az 1176 (római számmal: MCLXXVI) az 1175 és 1177 között található természetes szám.

## A szám a matematikában
A tízes számrendszerbeli 1176-os a kettes számrendszerben 10010011000, a nyolcas számrendszerben 2230, a tizenhatos számrendszerben 498 alakban írható fel.
Az 1176 páros szám, összetett szám. Kanonikus alakja 23 · 31 · 72, normálalakban az 1,176 · 103 szorzattal írható fel. Huszonnégy osztója van a természetes számok halmazán, ezek növekvő sorrendben: 1, 2, 3, 4, 6, 7, 8, 12, 14, 21, 24, 28, 42, 49, 56, 84, 98, 147, 168, 196, 294, 392, 588 és 1176.
Háromszögszám.
Az 1176 egyetlen szám valódiosztó-összegeként áll elő, ez a 744.

## Csillagászat
- 1176 Lucidor kisbolygó